# Вид на долину Арко
«Вид на долину Арко» — акварель німецького художника Альбрехта Дюрера, намальована близько 1495 року.

## Історія
Акварель було намальовано 1495 року, під час повернення Дюрера зі своєї першої подорожі до Італії на шляху з Венеції до Нюрнберга. "Вид на долину Арко" – одна з п'ятнадцяти акварельних пейзажів, створних Дюрером по дорозі до Німеччини. Ці акварелі розпорошені зараз по різних музеях і зберігаються у Альбертіні (Відень), Гравюрному кабінеті (Берлін), Гравюрному кабінеті Бременської картинної галереї (Бремен) та в Лондоні.